# 安提诺俄斯
安提诺俄斯（希臘語：Ἀντίνοος）是希腊神话《奥德赛》中的人物，欧珀忒斯之子，是佩涅罗珀的求婚者之一。